# Gmina Benalla

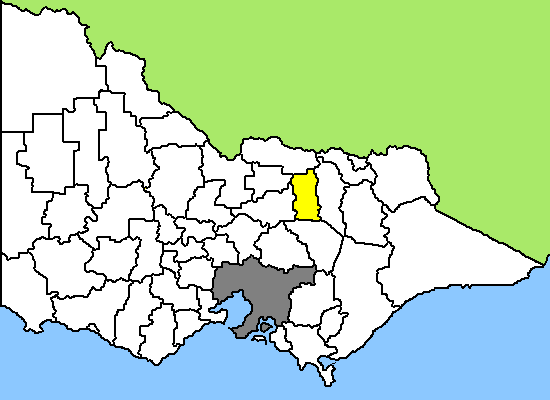
Gmina Benalla (na żółto) na mapie stanu Wiktoria

Gmina Benalla (ang. Rural City of Benalla) – obszar samorządu lokalnego (ang. local government area) położony w północno-wschodniej części australijskiego stanu Wiktoria. Gmina została utworzona w roku 2002 w wyniku podziału Hrabstwa Delatite. 
Powierzchnia gminy wynosi 2341 km² i liczy 14208 mieszkańców (2009).
Ośrodkiem administracyjnym jest miasto Benalla. Samorząd dzieli się na siedem okręgów: Churchill, Dunlop, Islands, Lake Benalla, Lake Mokoan, Mt Samaria i Winton. Władzę ustawodawczą sprawuje siedmioosobowa rada, która jest reprezentowana przez siedmiu przedstawicieli z każdego okręgu. 
W celu identyfikacji samorządu Australian Bureau of Statistics wprowadziło czterocyfrowy kod dla Gminy Benalla – 1010.